# Hilario Davide junior

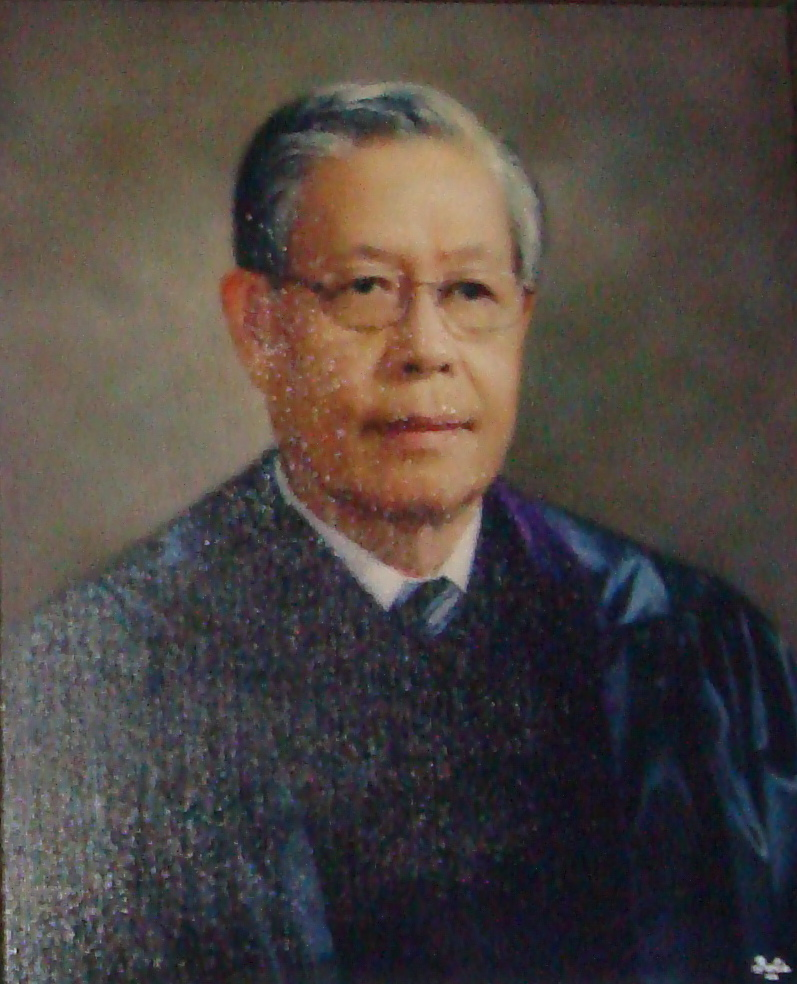
Hilario Davide, Jr.

Hilario Gelbolingo Davide, Jr. (* 20. Dezember 1935 im Barangay Colawin, Argao, Provinz Cebu) ist ein philippinischer Jurist und Diplomat, der zwischen 1998 und 2005 als Chief Justice Präsident des Obersten Gerichtshofes der Philippinen (Supreme Court of the Philippines) sowie von 2007 bis 2010 Ständiger Vertreter bei den Vereinten Nationen in New York City war.

## Leben

### Parlamentsmitglied und Vorsitzender der Wahlkommission
Davide, Sohn des Lehrers und Schulrates Hilario Panerio Davide, Sr., begann nach dem Besuch der Elementary School in Argao sowie der High School in Cebu City ein Studium der Rechtswissenschaften an der Universität der Philippinen im Campus Diliman und schloss dieses 1959 mit einem Bachelor of Laws (LL.B.) ab. Im Anschluss erhielt er seine Zulassung als Rechtsanwalt und war zunächst zwischen 1959 und 1963 Privatsekretär von Francisco Remotigue, der zuerst Vizegouverneur und danach von 1961 bis 1963 Gouverneur der Provinz Cebu war. Danach war er von 1963 bis 1968 Lehrbeauftragter an der Juristischen Fakultät der Southwestern University in Cebu City. 1978 wurde er zum Mitglied des Interim-Kongresses (Interim Batasang Pambansa) gewählt und vertrat in dieser bis 1984 die Region VII, die Central Visayas umfasst. Während dieser Zeit fungierte er anfangs zwischen 1978 und 1979 als Vorsitzender der Minderheitsfraktion (Minority Floor Leader).
Nach dem Sturz von Präsident Ferdinand Marcos im Zuge der EDSA-Revolution im Februar 1986 wurde Davida am 2. Juni 1986 von der neuen Präsidentin Corazon Aquino zum Mitglied der 50-köpfigen Verfassungskommission (Constitutional Commission of 1986) ernannt, die bis zum 15. Oktober 1986 die Verfassung der Philippinen 1987 erarbeitete. Im Anschluss wurde er am 15. Februar 1988 als Nachfolger von Ramon H. Felipe Vorsitzender der Wahlkommission COMELEC (Commission on Elections) und bekleidete dieses Amt bis zu seiner Ablösung durch Haydee Yorac am 7. Dezember 1989.

### Präsident des Obersten Gerichtshofes und Ständiger Vertreter bei der UNO

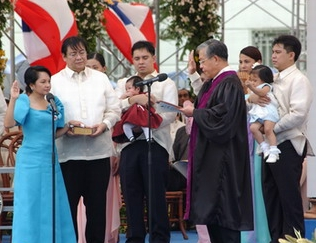
Vereidigung von Präsidentin Gloria Macapagal-Arroyo (links) durch Chief Justice Hilario Davide

Am 24. Januar 1991 berief Präsidentin Aquino Davide zu einem der Beigeordneten Richter am Obersten Gerichtshof. in dem er die Nachfolge von Irene Cortes antrat. Am 30. November 1998 wurde er schließlich von Präsident Joseph Estrada als Nachfolger vom Andres Narvasa zum Chief Justice und damit zum Präsidenten des Obersten Gerichtshofes der Philippinen (Supreme Court of the Philippines). Diesen Posten hatte er bis zu seiner Ablösung durch Artemio Panganiban am 20. Dezember 2005 inne. In seine Amtszeit fiel im Dezember 2000 das Amtsenthebungsverfahren gegen Präsident Estrada sowie die Vereidigung von dessen Nachfolgerin Gloria Macapagal-Arroyo durch Davide.
Am 24. Februar 2007 löste Davide Lauro Baja als Ständiger Vertreter bei den Vereinten Nationen in New York City ab und verblieb in dieser Funktion bis zum 29. April 2010, woraufhin Libran N. Cabactulan seine Nachfolge antrat. Während dieser Zeit war zwischen März und September Vizepräsident der 61. Sitzung der Generalversammlung der Vereinten Nationen sowie kurzzeitig zwischen dem 14. und 18. Juli 2007 deren kommissarischer Präsident. 
2010 wurde Davide von Präsident Benigno Aquino III. zum Vorsitzenden der fünfköpfigen Truth Commission ernannt, die bis 2011 Vorwürfe von Bestechlichkeit und Korruption der Vorgängerregierung von Präsidentin Macapagal-Arroyo untersuchte. Des Weiteren war er Mitglied der Delegation beim Ständigen Schiedshof in Den Haag. Zudem engagiert er sich als Präsident der Association of Retired Justices of the Supreme Court of the Philippines, als Mitglied auf Lebenszeit des Integrated Bar of the Philippines (IBP), als Vorstandsvorsitzender der KOMPASS Credit and Financing Corporation, des Treuhandgremiums der Chief Justice Claudio Teehankee Memorial Foundation sowie als Vizevorsitzender der Knights of Columbus Fraternal Association of the Philippines. Er ist ferner Vize-Vorstandsvorsitzender der Manila Bulletin Publishing Corporation, Vorstandsmitglied der Philippine Trust Company sowie der Megawide Construction Corporation. Außerdem gehört er als Mitglied dem Kuratorium (Board of Trustees) der University of San Carlos in Cebu City an. Außerdem ist er Ehrenvorsitzender des World Justice Project.
Aus seiner Ehe mit Virginia „Gigi“ Jimenea Perez gingen fünf Kinder hervor, darunter Hilario Davide III, der seit 2013 Gouverneur der Provinz Cebu ist.

### Ehrungen und Auszeichnungen
Für seine Verdienste wurde David 1999 zum Most Outstanding Cebuano seiner Heimatprovinz Cebu ernannt. Ferner wurde er 2001 mit dem Rajah Humabon Award von Cebu City, 2002 dem Ramon-Magsaysay-Preis für Verdienste in der Regierung, 2005 dem Most Distinguished Alumnus Award der Ehemaligenvereinigung der Universität der Philippinen und 2006 dem International Rule of Law Award der American Bar Association (ABA) ausgezeichnet. 2011 wurde er von Benedikt XVI. mit dem Großkreuz des päpstlichen Silvesterordens geehrt. Zuletzt verlieh ihm das Außenministerium 2012 ihren Department of Foreign Affairs Distinguished Service Award.
Darüber hinaus verliehen ihm 13 philippinische Universitäten sowie die Dokkyō-Universität im japanischen Sōka einen Ehrendoktortitel.